# Tinadendron noumeanum
Tinadendron noumeanum är en måreväxtart som först beskrevs av Henri Ernest Baillon, och fick sitt nu gällande namn av Achille. Tinadendron noumeanum ingår i släktet Tinadendron och familjen måreväxter. IUCN kategoriserar arten globalt som akut hotad.
Artens utbredningsområde är Nya Kaledonien. Inga underarter finns listade i Catalogue of Life.